# 床明
床明（とこあきら、1945年10月7日 - 2013年5月22日）は、大相撲の元床山。本名は高橋明。千葉県出身三保ヶ関部屋に所属していた。最高位は特等床山。
4度にわたって入門した珍しい経歴を持つ。

## 履歴
- 1958年1月場所 - 床隆の名で採用。
- 1958年5月場所 - 廃業。
- 1958年11月場所 - 床明の名で再採用。
- 1959年1月場所 - 再廃業。
- 1961年1月場所 - 3度目の採用。
- 1962年9月場所 - 3度目の廃業。
- 1965年9月場所 - 床秋の名で4度目の採用。
- 1967年7月場所 - 床明に改名。
- 1996年1月場所 - 一等床山に昇進。
- 2010年1月場所 - 特等床山に昇進。
- 2010年9月場所 - 停年退職。
- 2013年5月22日 - 死去。